# Бобошинский сельсовет
Бобошинский сельсовет — упразднённая административно-территориальная единица, существовавшая на территории Московской губернии и Московской области до 1939 года.
Бобошинский сельсовет был образован в первые годы советской власти. По данным 1922 года он входил в состав Константиновской волости Сергиевского уезда Московской губернии.
По данным 1926 года в состав сельсовета входили 3 населённых пункта — Бобошино, Гусарня и Филисово, а также мельница.
В 1929 году Бобошинский с/с был отнесён к Константиновскому району Кимрского округа Московской области.
17 июля 1939 года Бобошинский с/с был упразднён. При этом селения Бобошино и Гусарня были переданы Константиновскому с/с, а Филисово — Шеметовскому с/с.